# Prisunic
Prisunic (oficialmente Société Française des Magasins à Prix Uniques) fue una primitiva cadena francesa de superficies comerciales de bajo coste que cerró en 2003. Sus tiendas generalmente estaban ubicadas en el centro de la ciudad. Durante su existencia, aparte de Francia, también operó en Grecia, Andorra y en varias posesiones y colonias francesas.

## Historia

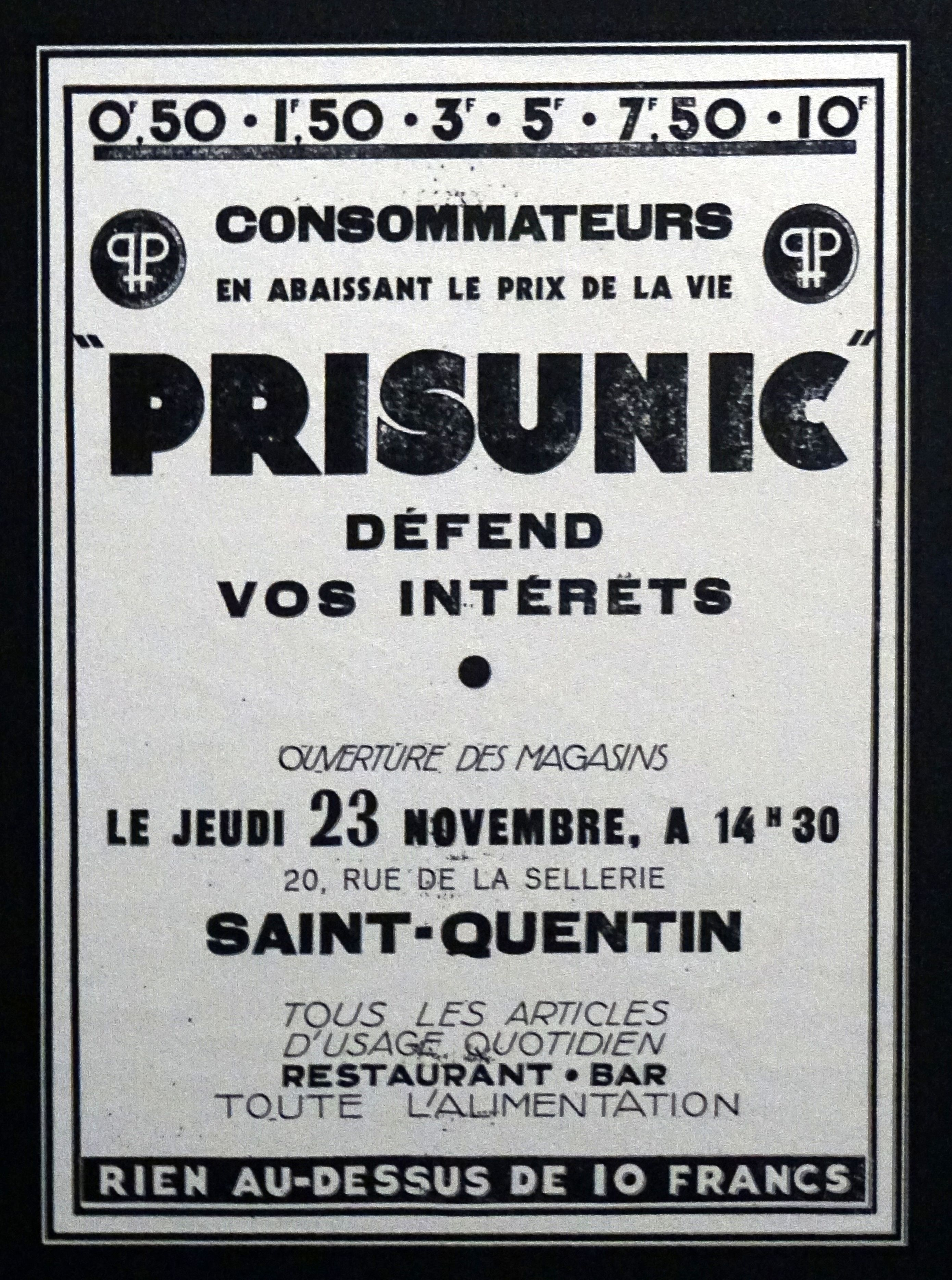
Cartel publicitario del almacén sito en calle Saint-Quentin de París, en 1933.

A finales de enero de 1931, Pierre Laguionie, accionista mayoritario de los almacenes Printemps de París, decide poner en marcha una cadena de tiendas de bajo coste con el nombre comercial de Prisunic, para competir con las tiendas Uniprix, creada en 1928 por Nouvelles Galeries,  aunque algunas fuentes varían los detalles exactos. 
Prisunic tenía como objetivo ofrecer productos no alimenticios a precios bajos. El éxito fue inmediato, a pesar de la presión política de los minoristas tradicionales.  Precursora de las franquicias comerciales, los minoristas afiliados se beneficiaron del nombre y los servicios de la agencia central de compras, llamada SAPAC, que fue creada en 1934. 
La ocupación nazi afectó en gran medida a la empresa. En 1940, el director ejecutivo de Prisunic, Maurice Farhi, que era judío, huyó con su esposa e hijos a los Estados Unidos   y los accionistas judíos de Prisunic se vieron obligados a transferir sus acciones a propietarios no judíos en una serie de transacciones complejas. 

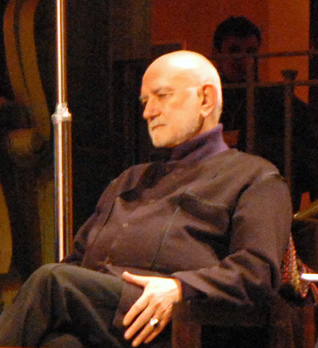
En 1967, Henri Gougaud, autor de la canción sobre los almacenes Prisunic.

En 1958, el diseñador Andrée Putman se convirtió en director artístico de Prisunic.  A principios de la década de 1960, con la ayuda de Denise Fayolle, la empresa popularizó la ropa lista para usar.  En 1965, Jean-Pierre Bailly diseñó el nuevo logotipo Prisunic: un blanco florido en el centro.
En 1968, Prisunic también comenzó a vender muebles, iluminación y vajillas por catálogo, en un diseño contemporáneo, con diseñadores como Terence Conran, Olivier Mourgue, Marc Held, Marc Berthier o Danielle Quarante.
En 1970, la empresa tenía más de 350 tiendas en Francia, pero siete años más tarde, en 1977, solo operaban 132.
Monoprix adquirió la empresa en 1997 y en ese momento contaba con 111 tiendas, la mayoría de ellas en París y los suburbios parisinos. 
Con el tiempo, se fueron cerrando tiendas e integradas en la red de tiendas Monoprix.  La empresa se disolvió por completo en 2002. La última tienda Prisunic fue cerrada en Noisy-le-Sec en 2003. 
La sede de la empresa estaba ubicada en el complejo de rascacielos de Pont-de-Sèvres, en Boulogne-Billancourt, cerca de la antigua sede de la fábrica Renault.

### Internacionalización
Durante el boom empresarial, la marca Prisunic operó en otros mercados internacionales como Grecia (como Prisunic-Marinopoulos), Argelia, Camerún, Yibuti, Andorra, Guadalupe, Líbano, Madagascar, Martinica, Mauricio, Reunión, España (Simago) y Emiratos Árabes Unidos, por nombrar algunos. 